# 守田滿
守田 滿（もりた みつ、1923年6月29日 - 2021年12月30日）は日本の陸上選手（女性）である。マスターズ100メートル、200メートルの世界記録保持者。熊本県八代市在住。

## 経歴
熊本県出身。戦後、夫とともに葬儀屋を経営。67歳で引退。69歳の時、町内の運動会で活躍したことがきっかけで、マスターズ陸上への出場を勧められ69歳から陸上競技を始めた。
2013年9月29日、日本体育協会から第8回日本スポーツグランプリを受賞した。同年10月5日、6日に西京極陸上競技場で行われた国際ゴールドマスターズ京都大会に90歳で出場し、100mで23秒15、200mを出した。
日本マスターズ陸上競技連合が認定する年代別記録において、80-84歳・85-89歳・90-94歳の3つのクラスで100メートル競走および200メートル走の日本記録を保持している。400メートル走では75-79歳のクラスの日本記録を持つ。
2014年、内閣府の「エイジレス・ライフ実践事例」として表彰される。2015年8月、八代市の市民栄誉賞を授与される。
2021年（令和3年）12月30日、98歳で亡くなった。

## 人物
食事は好き嫌いが激しい。豚肉と生卵を毎日食べる。負けず嫌いで、一番にならないと価値がないと考えている。
地元の小学生チームで、タイヤ引きなどのトレーニングを行っている。

## 達成した世界記録
- 200m 40秒78（80歳から84歳）[7]
- 100m 19秒83（85歳から89歳）[7]
- 200m 45秒65（85歳から89歳）[7]
- 100m 23秒15（90歳から94歳）[4]
- 200m 55秒62（90歳から94歳）[7]

## 出演
- 2014年4月27日　ワンダフルライフ　（フジテレビ21時～21時54分）
- 2014年3月3日　ニュースステーションなど、特集コーナーへ多数出演。